# Syndrome dissociatif
Ne doit pas être confondu avec Trouble dissociatif.
 (juin 2015).
Si vous disposez d'ouvrages ou d'articles de référence ou si vous connaissez des sites web de qualité traitant du thème abordé ici, merci de compléter l'article en donnant les références utiles à sa vérifiabilité et en les liant à la section « Notes et références ».
 (septembre 2022).
Le syndrome dissociatif est un syndrome exprimant une forme de désorganisation psychique initialement modélisée dans sa forme moderne par Pierre Janet[réf. nécessaire], puis décrite ultérieurement sous d'autres paradigmes dans la schizophrénie.
Après avoir été intégré à la recherche clinique par les travaux pionniers de Pierre Janet dès 1886, le terme « dissociation » est ensuite revenu en France par l'intermédiaire de la traduction de l'allemand Spaltung (Eugène Bleuler), qui signifie « division, déchirure ».[réf. nécessaire]
Intégrés en 1987 dans le Manuel diagnostique et statistique des troubles mentaux (DSM-III-R), la dissociation telle que l'a décrite P. Janet ainsi que son syndrome et son traitement, font l'objet d'intenses recherches cliniques internationales depuis les années 1980 aux États-Unis et 1990 en Europe.[réf. nécessaire]
Les informations qui suivent ne mentionnent pas le modèle de Pierre Janet, qui est actuellement le paradigme consensuel des recherches internationales dans le domaine des troubles dissociatifs, et se concentrent plus spécifiquement sur l'approche française, dont l'originalité par rapport aux programmes internationaux est d'être majoritairement d'orientation psychanalytique.[réf. nécessaire]

## Étiologie

### Troubles schizophréniques
La dissociation est alors souvent permanente. Elle s'associe fréquemment, mais à tort, à deux autres axes cliniques : le syndrome délirant, essentiellement hallucinatoire, et le syndrome autistique, erreur qui cause malheureusement encore aujourd'hui beaucoup d'erreurs de diagnostics. Les troubles du spectre de l'autisme n'ont absolument rien à voir avec les troubles schizophréniques, on le sait aujourd'hui. La psychiatrie française considère le syndrome dissociatif comme trouble cardinal de la schizophrénie (c'est-à-dire qu'il est toujours présent, pour ne pas dire causal).

### États transitoires
Troubles de la vigilance, états post-traumatiques aigus, anxiété majeure, prises de toxiques (cannabis, LSD…).
La dissociation anxieuse se voit par exemple fréquemment après une catastrophe naturelle ou un accident de voiture. Moins tragiquement, cet état est voisin de celui de l'amoureux transi qui, au moment de déclarer sa flamme à l'élu-e de son cœur, se met à dire n'importe quoi puis s'en va en courant. On peut dire qu'il était dans un état de dissociation anxieuse.

## Symptômes
Les symptômes peuvent concerner trois sphères différentes :
- « idéo-verbale » : les propos et leurs liens logiques sont désorganisés, hermétiques. On parle de « discordance » en cas de franche impénétrabilité, ou de « diffluence » (ou « pensée tangentielle ») lorsque le discours zigzague entre des sujets sans connexion apparente. Bien que cela puisse s'assimiler à du délire, lorsqu'il est aussi prolixe, le discours schizophrène peut comporter une forte consonance poétique ;
- « affective » : les affects sont très fluctuants et imprévisibles. On parle d'« ambivalence affective ». Les patients schizophrènes, en effet, contrôlent mal leurs émotions, qui éclatent de façon totalement nue. Cette question, a été très étudiée dans la psychanalyse, notamment sous l'angle du principe de réalité. Lorsque les troubles autistiques sont importants, on note un « émoussement des affects », que le langage psychiatrique appelle aussi athymhormie ;
- « comportementale » : la discordance a facilement une composante physique. Les gestes paraissent étranges, maniérés, incohérents ; l'accoutrement est à la fois baroque et morbide. Toutefois, cette excentricité ne suffit pas à poser un diagnostic. Parfois, on note des formes catatoniques ; le malade est alors figé comme une statue.

## Traitements
Les neuroleptiques (antipsychotiques) sont souvent peu efficaces sur le syndrome dissociatif.
La remédiation cognitive est une technique cognitivo-comportementale censée avoir un effet sur les éléments dissociatifs.
La dissociation est un « rapport au monde » complexe du patient. Il est souvent cause de souffrance et nécessite une prudence dans l'intervention thérapeutique. De nombreuses personnes possèdent des traits schizotypiques fortement corrélés au syndrome dissociatif et ont ainsi une importante créativité.[réf. nécessaire]